# Serviço de informação de voo de aeródromo

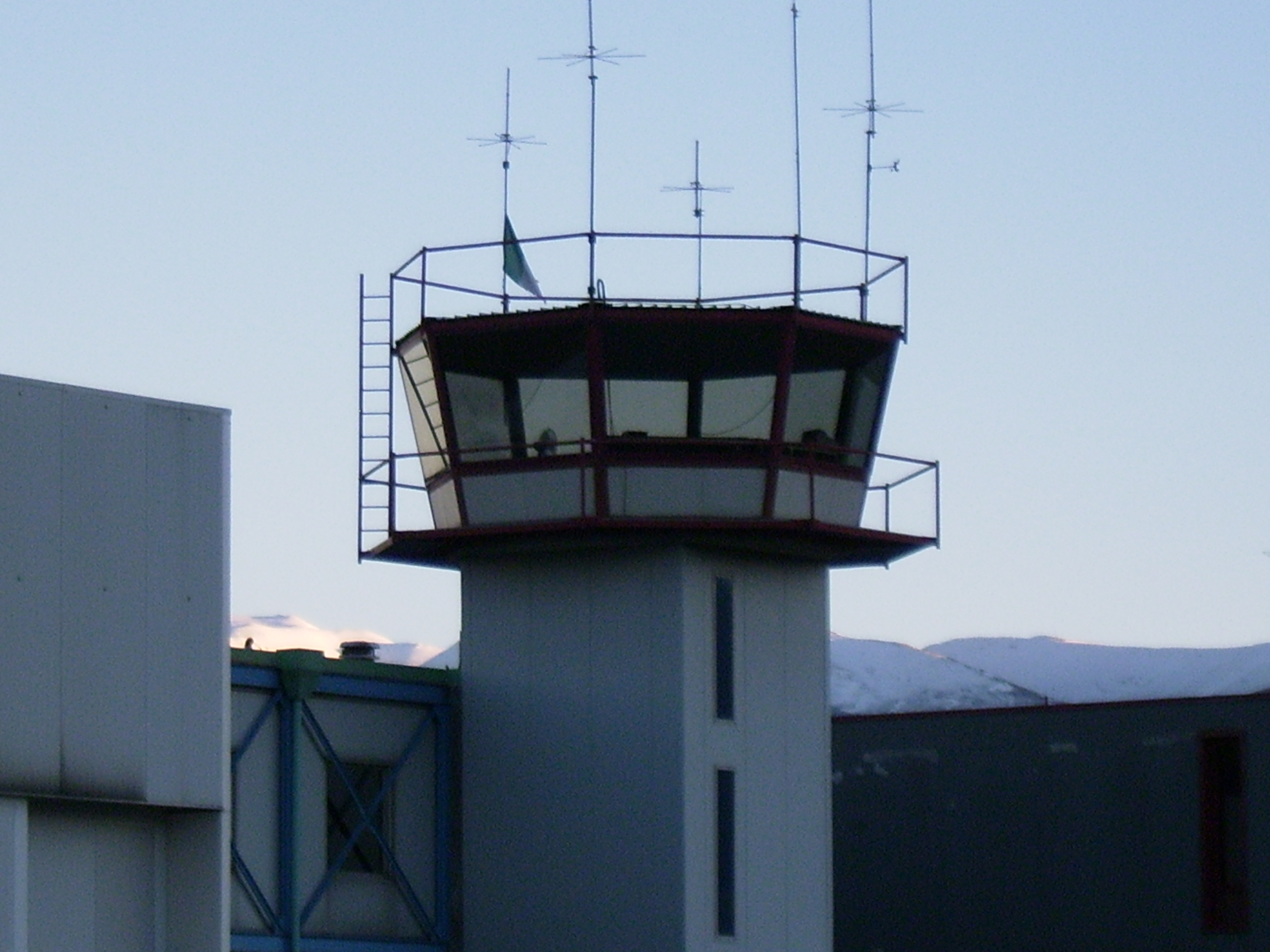

Serviço de informação de voo de aeródromo (AFIS) é um serviço que tem a finalidade de proporcionar informações que assegurem a condução eficiente do tráfego aéreo nos aeródromos homologados ou registrados, que não disponham de um órgão ATC.
O AFIS será prestado por uma estação de telecomunicações aeronáuticas localizada no aeródromo e identificada como "RÁDIO". A estação de telecomunicações aeronáuticas prestará o serviço de informação de voo para o tráfego do aeródromo e, adicionalmente, o serviço de alerta. O AFIS será proporcionado a todo o tráfego em operação na área de movimento e a todas as aeronaves em voo no espaço aéreo inferior num raio de 27NM (50Km) do aeródromo. 
Caso exista um aeródromo não controlado, e este for sede de um APP, o AFIS será prestado por esse órgão..
No Brasil, mais de vinte aeródromos operam utilizando AFIS. Entre eles, destacam-se São José do Rio Preto (SBSR), Caldas Novas (SBCN), Juiz de Fora (SBJF) e Fernando de Noronha (SBFN).